# Championnat d'Irak de football 1980-1981
Navigation
Saison précédente Saison suivante
La saison 1980-1981 du Championnat d'Irak de football est la septième édition de la première division en Irak, l' Iraqi Premier League. Elle regroupe, sous forme d'une poule unique, les douze meilleures équipes du pays qui se rencontrent une seule fois. En fin de saison, le dernier du classement est relégué et remplacé par le meilleur club de Second League.
C'est le club de Talaba SC qui remporte le championnat cette saison après avoir terminé en tête du classement final, à égalité de points mais avec un plus grand nombre de victoires que le tenant du titre, Al Shorta Bagdad. Al Tayaran Bagdad complète le podium à un point du duo de tête. C'est le tout premier titre de champion d'Irak de l'histoire du club.

## Les clubs participants
| - Al Tayaran Bagdad - Al Sina'a Bagdad - Al Shorta Bagdad - Al-Zawra'a SC - Talaba SC - Tijara FC | - Al Shabab Bagdad - Adhammiya FC - Promu de D2 - Al Mina'a Bassora - Al-Amana Bagdad - Al Jaish Bagdad - Salahaddin FC |

## Compétition
Le barème de points servant à établir les classements se décompose ainsi :
- Victoire : 2 points
- Match nul : 1 point
- Défaite : 0 point

### Classement
| Rang | Équipe            | Pts | J  | G | N | P  | Bp | Bc | Diff |
| ---- | ----------------- | --- | -- | - | - | -- | -- | -- | ---- |
| 1    | Talaba SC         | 17  | 11 | 8 | 1 | 2  | 19 | 5  | +14  |
| 2    | Al Shorta BagdadT | 17  | 11 | 6 | 5 | 0  | 21 | 7  | +14  |
| 3    | Al Tayaran Bagdad | 16  | 11 | 6 | 4 | 1  | 17 | 7  | +10  |
| 4    | Al Shabab Bagdad  | 13  | 11 | 5 | 3 | 3  | 13 | 9  | +4   |
| 5    | Tijara FC         | 13  | 11 | 5 | 3 | 3  | 13 | 10 | +3   |
| 6    | Al Jaish Bagdad   | 12  | 11 | 3 | 6 | 2  | 10 | 8  | +2   |
| 7    | Al-Zawra'a SCC    | 10  | 11 | 3 | 4 | 4  | 14 | 16 | -2   |
| 8    | Al Mina'a Bassora | 10  | 11 | 3 | 4 | 4  | 8  | 14 | -6   |
| 9    | Al Sina'a Bagdad  | 8   | 11 | 1 | 6 | 4  | 8  | 12 | -4   |
| 9    | Salahaddin FC     | 8   | 11 | 1 | 6 | 4  | 8  | 12 | -4   |
| 11   | Al-Amana Bagdad   | 7   | 11 | 1 | 5 | 5  | 13 | 15 | -2   |
| 12   | Adhammiya FCP     | 1   | 11 | 0 | 1 | 10 | 4  | 29 | -25  |

|  | Champion d'Irak 1981                                                 |
|  | Participation à la Coupe des clubs champions arabes de football 1982 |
|  | Relégation directe en deuxième division                              |
|  | T : Tenant du titre C : Vainqueur de la Coupe d'Irak P : Promu de D2 |

## Bilan de la saison
| Championnat d'Irak de football 1980-1981 |                       |
| Champion                                 | Talaba SC (1er titre) |
| Coupes et trophées                       |                       |
| Vainqueur de la Coupe d'Irak 1980-1981   | Al-Zawra'a SC         |
| Qualifications continentales             |                       |
| Coupe des clubs champions arabes 1982    | Al Shorta Bagdad      |
| Promotions et relégations                |                       |
| Promus en Iraqi Premier League           | Al Ittihad Bassora    |
| Relégués en Iraqi Second League          | Adhammiya FC          |